# Мобилни комуникации
Мобилните комуникации (мобилна телефония) e използването на телекомуникации в мобилните телефонни мрежи. Условно се разделят на поколения, означавани с цифра и „G“ – 1G, 2G, 3G, 4G, 5G (G от англ. generation – поколение). Условно, защото повечето поколения обединяват няколко стандарта за пренос на данни. Инфраструктурата на мобилните оператори се състои в създаването на клетъчна мрежа от частично застъпващи се зони на радиообхват, наречени клетки. По тази причина мобилните технологии често се наричат клетъчни.
Първото поколение мобилни комуникации 1G използва аналогова връзка за пренос само на глас. Това са добре познатите от миналото първи мобилни телефони, в България наричани мобифони (от марката на оператора „Мобиком“). Услугата стартира за пръв път в света през 1984 г. Скоро след навлизането на 1G мрежата започва разработването на следващото поколение, което се базира на цифрови стандарти за пренос на данни. Това позволява въвеждането на нови услуги – SMS (Short Messaging Service), WAP (Wireless Application protocol), MMS (Multimedia Messaging Service) и др.
Най-известният стандарт от второто поколение 2G е GSM (Global Service for Mobile Communications), макар и не единственият. Стартът на 2G е през 1991 г. Скоростта за пренос на потребителски данни е 9.6 kbit/s. В GSM се използва TDMA (Time Division Multiple Access) – система с деление по време, при която една носеща радиочестота в дадена клетка на оператора се споделя от до 8 потребители едновременно (в пълноскоростен режим) и до 16 (при полускоростен). Осем години по-късно към стандарта GSM се вгражда и стандартът GPRS (считан за междинно поколение – 2.5G), който позволява използването на мобилен Интернет с по-висока скорост, както и EDGE за мобилна телевизия.
Третото поколение мобилни комуникации 3G стартира през 2001 г., 11 години след началото на разработката му. Включва 3 стандарта – UMTS, WCDMA и CDMA2000. 3G осигурява скорости от 384 kbit/s до 2.4 Mbit/s и съответно прави възможни нови услуги като видеоразговор, радио- и тв-приемане и др. 3G стартира първо в Япония и към днешна дата 98% от потребителите в страната го ползват. Последните технически постижения доведоха до създаването на 3.5G стандарт, носещ името HSDPA (на английски: High Speed Downlink Packet Access), позволяващ скорости от 3 Mbit/s до 14 Mbit/s. 3.75 G или HSUPA се характеризира със същите скорости, но не само при свалянето на данни от Интернет, а и при качването им в мрежата. Вече има няколко действащи мрежи, ползващи този стандарт.
Демонстрации на 4G технология са направени през 2006 г. от компанията Samsung. Достигнатите скорости са 100 Mbit/s при използване в движещ се с 60 km/h автобус, и 1 Gbit/s в неподвижно състояние. Друга новост е преносът на глас през интернет чрез протокола VoIP. Първата в света експериментална мрежа от 4-то поколение стартира в Шанхай, Китай на 28 февруари 2007 г. Масовото използване на новите услуги се очаква към 2012 – 2013 г. Вече тече изграждането на 4G инфраструктура и в Япония от оператора NTT DoCoMo, и в САЩ – от оператора Sprint Nextel. Най-сериозният претендент сред текущо разработваните стандарти е LTE (на английски: Long-Term Evolution). Друг конкурент е технологията WiMAX (на английски: Worldwide Interoperability for Microwave Access), предлагана вече от много оператори по света, предимно за безжичен интернет.
5G е 5-то поколение мобилна мрежа. Това е нов глобален безжичен стандарт след 1G, 2G, 3G и 4G мрежи. 5G дава възможност за нов вид мрежа, която е проектирана да свързва почти всички и всичко заедно, включително машини, обекти и устройства. 5G безжичната технология е предназначена да достави по-високи (евентуално до 10 Gbit/s) пикови скорости  на данни, ултра ниска латентност, повече надеждност, огромен мрежов капацитет, повишена наличност и по-равномерно потребителско изживяване за повече потребители. По-високата производителност и подобрената ефективност дават възможност на нови потребителски изживявания и свързват нови индустрии.

## В България

### Оператори в България
В началото на 1990-те години в България се предлага мобилната услуга „Мобифон“ на Мобиком, която е аналогова. Тя достига над 196 хил. абонати и мрежата ѝ покрива над 95% от територията на България. След старта на GSM операторите интересът към нея намалява и компанията прекратява дейността си през 2008 г.
През юни 1994 г. Мобилтел получава лиценз за планиране, изграждане, поддръжка и използване на първата национална GSM мрежа, която е пусната официално през септември 1995 г.. Първоначалната търговска е марка „Цитрон“. От 2017 година предприятието е собственост на „А1 Телеком Аустрия Груп“, европейският клон на мексиканската далекосъобщителна компания „Америка Мовил“ в съдружие с правителството на Австрия.
В началото мобилните услуги са толкова скъпи, че са достъпни за малко хора, но с течение на времето обликът на мобилните комуникации се променя, услугите и апаратите поевтиняват и мобилният телефон става всекидневие.
През декември 2000 година, Космо България Мобайл (КБМ) – 100% собственост на международната компания ОТЕ S.A. – печели търг за лиценз за втори GSM оператор в България и на 17 септември 2001 г. компанията започва търговска дейност с марката Глобул. През април 2013 норвежката компания Telenor Group закупува 100% от акциите на Глобул, а през октомври 2014 е създаден Теленор България.
През ноември 2005 г. БТК стартира третият в България мобилен оператор „БТК Мобайл“ (с търговска марка Вивател), който използва лиценз, получен от БТК като част от приватизационната сделка на компанията.